# Jessica Drake
Jessica Drake (* 14. října 1974, San Antonio, Texas, USA) je pseudonym bývalé americké pornoherečky, která v pornografickém průmyslu působila od roku 1999 do roku 2016. Též byla režisérkou pornofilmů a aktivně se objevovala i jako moderátorka v rádiích.

## Život
Jessica Drake se narodila 14. října 1974 v druhém nejlidnatějším městě Texasu, v San Antoniu, jako Angel Ryan. Vyrůstala v různých městech po celém Texasu, převážně ale v rodném San Antoniu a El Pasu. Jessica je pescovegetarián, v rozhovoru z roku 2014 uvedla, že ryby sice jí, ale jiné maso již nepozřela více než tři roky. Sama se považuje za bisexuálku. Podle jejích slov ji za práci pornoherečky odsuzovala především její matka, naopak bratrovi a otci to údajně nevadilo. Jessica má šest tetování a měla dva piercingy (na pupíku a klitorisu), které si ale nechala odstranit.
V roce 2002 si Jessica Drake vzala pornoherce Evana Stona. Manželství vydrželo jen dva roky a již roku 2004 se pár rozvedl. Od roku 2009 oficiálně žila s režisérem pornofilmů Bradem Armstrongem, který ji předtím navedl k režírování vlastních filmů. Až později vyšlo najevo, že se roku 2006 tajně vzali. Armstrong je jejím manželem i v současnosti.
Drakeová se specializuje na charity zajišťující stavbu domů a dodávku vody v chudých oblastech. Byla hlavní tváří charitativních akcí v Kambodže, Keni a Tanzanii.

## Kariéra

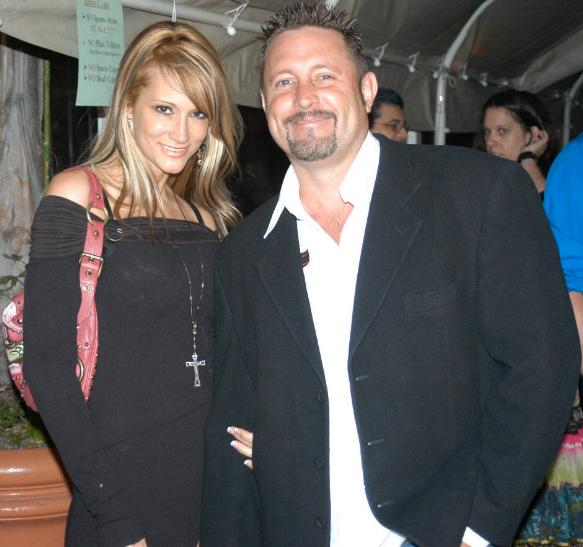
Jessica Drake se současným manželem Bradem v roce 2006

Zatímco Jessica studovala na univerzitě v El Paso obor psychologie, vydělávala si striptýzem v místním baru. Přes agenturu se později dostala do jiného baru, kde se také setkala s Michaelem Ravenem, režisérem pornofilmů. Raven se svojí manželkou Sydnee Steele postupně Jessicu Drake zasvěcovali do pornografického průmyslu. Nechali ji například fotit pro Playboy. Nakonec roku 1999 oficiálně vstoupila do průmyslu a natočila svůj první film, který režíroval Raven. Dva roky pracovala pro agenturu Sin City a to až do 31. května 2002, kdy její smlouva vypršela. Své první ocenění AVN Awards získala Jessica v roce 2001. Roku 2003 podepsala smlouvu s Wicked Pictures. Roku 2004, kdy probíhala v pornografickém průmyslu epidemie HIV, prohlásila, že dosud pracovala pouze s muži, kteří nosili kondomy, ale též řekla, že „práce bez kondomů v (porno)průmyslu je méně nebezpečná, než jít domů s někým, koho jste právě potkali v baru.“ Její výkon ve filmu Fluff and Fold jí vynesl ocenění AVN Award pro nejlepší herečku za rok 2005.
Drake režírovala svůj první film What Girls Like roku 2008. Sama uvedla, že si práci režisérky chtěla zkusit po tom, co spolupracovala s Bradem Armstrongem jako asistentka režie. V lednu 2009 byla nominována na AVN Award za film Fallen. Ohledně filmu Jessica uvedla, že to byl nejlepší film, jaký kdy natočila. V té době také utrpěla únavovou zlomeninu levé nohy.
Společně s pornoherečkou Kayden Kross moderovala Jessica Drake v roce 2009 XRCO Awards. O rok později v červenci pak společně s Sunny Leone moderovala předávání F.A.M.E. Awards. Ještě roku 2010 byla Jessica Drake uvedena do AVN síně slávy, roku 2011 se dostala i do XRCO síně slávy. Roku 2012 si Draková všimla vysoké poptávky po moderním způsobu výuky sexuální výchovy a stala se „učitelkou“. V roce 2014 se objevila na žebříčku CNBC nejpopulárnějších pornohereček, ale již roku 2016 pornografický průmysl oficiálně opustila.
Z estetických důvodů preferovala, aby bylo její jméno psáno malým písmeny, tedy jessica drake.